# Волчье (Курганская область)
Волчье — деревня в Частоозерском районе Курганской области. Входит в состав Восточного сельсовета.

## История
До 1917 года входила в состав Долговской волости Ишимского уезда Тобольской губернии. По данным на 1926 год состояла из 186 хозяйств. В административном отношении являлась центром Волчинского сельсовета Частоозерского района Ишимского округа Уральской области.

## Население
| 1989 | 2002 | 2010 |
| ---- | ---- | ---- |
| 195  | ↘175 | ↘122 |

По данным переписи 1926 года в деревне проживало 788 человек (367 мужчин и 421 женщина), в том числе: русские составляли 99 % населения.